# Kuala Terengganu (district)
Kuala Terengganu is een district in de Maleisische deelstaat Terengganu.
Het district telt 343.000 inwoners op een oppervlakte van 600 km².